# El Raspai
El Raspai (oficialment Raspay, també conegut com el Carxe) és una entitat de població catalanoparlant del Carxe, pertanyent al municipi de Iecla de la regió de Múrcia, i fronterera amb la comarca del Vinalopó Mitjà, ja del País Valencià.

## Geografia
El Raspai està situat en la serra de les Panses, un dels extrems de la serra del Carxe. Disposa de diversos paratges d'interés, entre els quals destaquen la cova de la Zurriera, la de Jaume el Barbut i la font de les Panses.
El nucli està format per dos barris separats per un torrent. El barri més oriental és anomenat Enfront i l'altre Darrere. Així mateix, inclou el nucli de població, actualment deshabitat, de Quitapellejos.
El prefix telefònic de la població és el d'Alacant, per proximitat.

## Història
El poblament permanent de la zona es remunta a 1855, quan Antonio Ibáñez (nascut en la ciutat d'Almansa el 9 de març de 1829) es va encarregar de la rectoria de la pedania i esdevingué el primer capellà d'aquestes terres. El 1855, data de la seua entrada a Iecla, com a rector de Raspai i, molt prompte, com a ecònom de l'Assumpció, l'Ajuntament estava governat per l'advocat Fortunato Díaz i Maza de Linaza (1815-92), progressista partidari del general Espartero.
Actualment és la població més important de la comarca valencianoparlant del Carxe. Des de 2005 s'impulsen, per part de l'Ajuntament de Iecla, cursos per a millorar el coneixement escrit i oral del valencià al Raspai i en entitats de població adjacents de la comarca del Carxe.

## Festes patronals
Les festes patronals del Raspai se celebren a finals de juny, en honor del Sagrat Cor de Jesús i el Dolç Cor de Maria. A més, els raspaians gaudeixen de l'efemèride de sant Isidre el Llaurador, tot i que ho fan el 20 de maig per no coincidir amb Iecla.

## Demografia
El Raspai té una població de 126 habitants, 60 homes i 66 dones (INE 2007).
| Població | 147 | 145 | 135 | 134 | 135 | 129 | 128 | 126 | 119 | 113 | 111 | 107 | 100 | 106 | 96 | 91 |

## Gastronomia
El Raspai està situat en l'extrem sud del municipi ieclà, entre tres zones vitivinícoles destacades com són la mateixa Iecla, Jumella i Alacant.
A més dels vins, la gastronomia del Raspai té influències dels seus municipis veïns, i hi destaquen receptes representatives de l'altiplà, però també del sud del País Valencià com les pilotes, el gaspatxo, la perdiu escabetxada, les gachasmigas, les crestes de creïlla i el formatge fregit amb tomaca.
Entre els pans i dolços, també ofereix una gran varietat, com les tortes fregides, librics o els tradicionals pans beneïts que s'elaboren per sant Antoni.